# Okres Jáchymov
Dřívější politický okres Jáchymov zabíral plochu 209,58 km² a zahrnoval 3 města a 22 obcí.

## Vznik a vývoj
Okres Jáchymov byl vyhlášen již v roce 1849. Roku 1868 vznikl soudní okres Jáchymov, který se stal jedním ze dvou soudních okresů politického okresu Jáchymov. Od politického okresu roku 1910 odpadl druhý soudní okres Horní Blatná a od té doby byl politický okres územně shodný se stejnojmenným soudním okresem. Tento politický okres pak dále existoval i v období první republiky a to až do 20. listopadu 1938, kdy byl přeměněn v rámci Sudetoněmeckých území v zemský okres Jáchymov (Landkreis Sankt Joachimsthal), jenž se stal později součástí říšské župy Sudety. V čele tohoto správního obvodu stál Konrád Henlein a Jáchymovsko patřilo do jednoho z jeho tří vládních obvodů, který měl oficiálně sídlo v Chebu, ale ve skutečnosti sídlil v Karlových Varech. Po skončení druhé světové války byl zemský okres Jáchymov přeměněn ve správní okres Jáchymov, od roku 1949 přeměněný v okres Jáchymov, jenž byl zrušen k 1. srpnu 1951. Společně s okresy Aš, Cheb, Kadaň, Karlovy Vary, Kraslice, Loket, Mariánské Lázně, Nejdek, Sokolov, Teplá a Žlutice tvořil Karlovarský kraj.

## Obce
Politický okres Jáchymov pokrýval:
- 3 města:
  - Sankt Joachimsthal (Jáchymov)
  - Gottesgab (Boží Dar)
  - Böhmische Wiesenthal (Loučná pod Klínovcem)

- 22 obcí:

- - Arletzgrün (Arnoldov) – zaniklá obec
  - Damitz (Damice)
  - Gesmesgrün (Osvinov)
  - Holzbach (Plavno) – zaniklá obec
  - Holzbachlehen (Léno) – zaniklá obec
  - Honnersgrün (Hanušov) – zaniklá obec
  - Hüttmesgrün (Vrch) – zaniklá obec
  - Jokes (Jakubov)
  - Lindig (Lípa)
  - Marletzgrün (Maroltov)
  - Merkelsgrün (Merklín)
  - Möritschau (Mořičov)
  - Ober Brand (Horní Žďár)
  - Permesgrün (Květnová)
  - Pfaffengrün (Popov) – zaniklá obec
  - Schönwald (Krásný Les)
  - Seifen (Ryžovna)
  - Stolzenhain (Háj)
  - Tiefenbach (Hluboký)
  - Ullersgrün (Oldřiš)
  - Unter Brand (Dolní Žďár)
  - Wickwitz (Vojkovice)

## Demografie
Podle sčítání obyvatelstva v roce 1890 se na území okresu nacházelo 2022 domů a 16 471 obyvatel, z toho 16 433 německé národnosti a 38 české národnosti. 16 458 bylo katolíků, 51 protestantů, osm židů a dva jiného vyznání.
Při sčítání obyvatelstva v roce 1939 bylo zjištěno 32 342 obyvatel, z toho 30 510 katolíků, 1036 protestantů a sedm ostatních.